# Turniej o Złoty Kask 1976
Turniej o Złoty Kask 1976 – rozegrany w sezonie 1976 turniej żużlowy z cyklu rozgrywek o „Złoty Kask”. Wygrał Marek Cieślak, drugi był Edward Jancarz, a Jerzy Rembas stanął na najniższym stopniu.
Rozegrano 4 ćwierćfinały i 2 półfinały. Z każdych z tych zawodów do następnego etapu rozgrywek awansowało 8 najlepszych zawodników.

## Wyniki finałów
Poniżej zestawienie czołowej piątki każdego z rozegranych 4 turniejów finałowych.

### I turniej
- 24 czerwca 1976, Opole

| Msc. | Zawodnik        | Klub                  | Pkt |  |  |
| ---- | --------------- | --------------------- | --- |  |  |
| 1    | Jan Mucha       | Śląsk Świętochłowice  | 13  |  |  |
| 2    | Edward Jancarz  | Stal Gorzów Wlkp.     | 13  |  |  |
| 3    | Marek Cieślak   | Włókniarz Częstochowa | 12  |  |  |
| 4    | Jerzy Szczakiel | Kolejarz Opole        | 10  |  |  |
| 5    | Jerzy Kowalski  | Unia Leszno           | 9   |  |  |

### II turniej
- 1 lipca 1976, Leszno

| Msc. | Zawodnik       | Klub                  | Pkt |  |  |
| ---- | -------------- | --------------------- | --- |  |  |
| 1    | Jerzy Rembas   | Stal Gorzów Wlkp.     | 14  |  |  |
| 2    | Jerzy Kowalski | Unia Leszno           | 13  |  |  |
| 3    | Edward Jancarz | Stal Gorzów Wlkp.     | 13  |  |  |
| 4    | Marek Cieślak  | Włókniarz Częstochowa | 12  |  |  |
| 5    | Piotr Bruzda   | Sparta Wrocław        | 9   |  |  |

### III turniej
- 15 lipca 1976, Gorzów Wielkopolski

| Msc. | Zawodnik           | Klub                  | Pkt |  |  |
| ---- | ------------------ | --------------------- | --- |  |  |
| 1    | Marek Cieślak      | Włókniarz Częstochowa | 15  |  |  |
| 2    | Jerzy Rembas       | Stal Gorzów Wlkp.     | 13  |  |  |
| 3    | Edward Jancarz     | Stal Gorzów Wlkp.     | 11  |  |  |
| 4    | Jan Mucha          | Śląsk Świętochłowice  | 11  |  |  |
| 5    | Mieczysław Woźniak | Stal Gorzów Wlkp.     | 10  |  |  |

### IV turniej
- 29 lipca 1976, Częstochowa

| Msc. | Zawodnik            | Klub                  | Pkt |  |  |
| ---- | ------------------- | --------------------- | --- |  |  |
| 1    | Marek Cieślak       | Włókniarz Częstochowa | 15  |  |  |
| 2    | Edward Jancarz      | Stal Gorzów Wlkp.     | 12  |  |  |
| 3    | Andrzej Jurczyński  | Włókniarz Częstochowa | 12  |  |  |
| 4    | Zbigniew Studziński | Motor Lublin          | 11  |  |  |
| 5    | Jerzy Rembas        | Stal Gorzów Wlkp.     | 10  |  |  |

## Klasyfikacja końcowa
| Poz | Zawodnik            | Klub                  | OPO | LES | GOR | CZE | Punkty |
| --- | ------------------- | --------------------- | --- | --- | --- | --- | ------ |
| 1   | Marek Cieślak       | Włókniarz Częstochowa | 12  | 12  | 15  | 15  | 54     |
| 2   | Edward Jancarz      | Stal Gorzów Wlkp.     | 13  | 13  | 11  | 12  | 49     |
| 3   | Jerzy Rembas        | Stal Gorzów Wlkp.     | 5   | 14  | 13  | 10  | 42     |
| 4   | Jan Mucha           | Śląsk Świętochłowice  | 13  | 7   | 11  | 8   | 39     |
| 5   | Zygmunt Studziński  | Motor Lublin          | 5   | 6   | 7   | 11  | 29     |
| 6   | Jerzy Kowalski      | Unia Leszno           | 9   | 13  | 6   | 1   | 29     |
| 7   | Piotr Bruzda        | Sparta Wrocław        | 8   | 9   | 6   | 4   | 27     |
| 8   | Mieczysław Woźniak  | Stal Gorzów Wlkp.     | 8   | –   | 10  | 8   | 26     |
| 9   | Jerzy Szczakiel     | Kolejarz Opole        | 10  | 8   | 6   | –   | 24     |
| 10  | Bernard Jąder       | Unia Leszno           | 3   | 7   | 7   | 6   | 23     |
| 11  | Andrzej Jurczyński  | Włókniarz Częstochowa | –   | –   | 8   | 12  | 20     |
| 12  | Zbigniew Jąder      | Unia Leszno           | –   | 8   | 4   | 4   | 16     |
| 13  | Czesław Piwosz      | Unia Leszno           | –   | 6   | 1   | 6   | 13     |
| 14  | Zbigniew Filipiak   | Falubaz Zielona Góra  | 8   | 3   | –   | –   | 11     |
| 15  | Paweł Waloszek      | Śląsk Świętochłowice  | 9   | 2   | –   | –   | 11     |
| 16  | Czesław Goszczyński | Włókniarz Częstochowa | 1   | 3   | –   | 5   | 9      |
| 17  | Zenon Urbaniec      | Włókniarz Częstochowa | –   | –   | –   | 9   | 9      |
| 18  | Henryk Glücklich    | Polonia Bydgoszcz     | 8   | –   | –   | –   | 8      |
| 19  | Leszek Marsz        | Wybrzeże Gdańsk       | 3   | 5   | –   | –   | 8      |
| 20  | Daniel Chmielewski  | Włókniarz Częstochowa | –   | –   | –   | 5   | 5      |
| 21  | Jerzy Padewski      | Stal Gorzów Wlkp.     | –   | –   | 5   | –   | 5      |
| 22  | Ryszard Fabiszewski | Stal Gorzów Wlkp.     | –   | –   | 5   | –   | 5      |
| 23  | Marian Michaliszyn  | Polonia Bydgoszcz     | 1   | 4   | –   | –   | 5      |
| 24  | Bogusław Nowak      | Stal Gorzów Wlkp.     | –   | –   | 4   | –   | 4      |
| 25  | Zygfryd Kostka      | Sparta Wrocław        | –   | –   | –   | 4   | 4      |

| Kolor    | Wynik      |
| -------- | ---------- |
| Złoty    | Zwycięzca  |
| Srebrny  | 2. miejsce |
| Brązowy  | 3. miejsce |
| Limanowy | 4. miejsce |
| cyjan    | 5. miejsce |